# Vyosení
Vyosení je český festival svobodné hudby, který je zaměřen proti ochrannému svazu autorskému (OSA). První ročník se konal 23. června 2011 na Vlčtejně v okrese Plzeň-jih. Festival má žánrový záběr od hard rocku přes rock and roll a crossover až po ska či reggae.